# Jeździectwo na światowych wojskowych igrzyskach sportowych
Jeździectwo na światowych wojskowych igrzyskach sportowych – międzynarodowe, zawody dla sportowców-żołnierzy, które odbywają się w ramach światowych igrzysk wojskowych  organizowanych przez Międzynarodową Radę Sportu Wojskowego (CISM) w interwale czteroletnim, zadebiutowały na 1. Światowych Wojskowych Igrzyskach Sportowych w 1995 roku we włoskim Rzymi.
W latach 1999 2003, 2007 i 2015 konkurencje w jeździectwie nie był rozgrywany na igrzyskach wojskowych. Aktualnie ta dyscyplina jest obecna na dotychczasowych światowych igrzyskach wojskowych. Program światowych igrzysk wojskowych w jeździectwie uwzględniał dotychczas trzy konkurencje (zarówno indywidualnie, jak i drużynowo): ujeżdżenia, wszechstronnego konkursu konia wierzchowego oraz skoków przez przeszkody.

## Edycje
| Edycja | Data                          | Miejscowość    | Kraj             | Liczba konkurencji |
| ------ | ----------------------------- | -------------- | ---------------- | ------------------ |
| I      | 7-14.09.1995 (szczegóły)      | Rzym           | Włochy           | 5                  |
| II     | 7-17.08.1999 (Nie rozgrywano) | Zagrzeb        | Chorwacja        | –                  |
| III    | 5–10.12.2003 (Nie rozgrywano) | Katania        | Włochy           | –                  |
| IV     | 8–21.10.2007 (Nie rozgrywano) | Hajdarabad     | Indie            | –                  |
| V      | 18–24.07.2011 (szczegóły)     | Rio de Janeiro | Brazylia         | 6                  |
| VI     | 7-10.10.2015 (Nie rozgrywano) | Mungyeong      | Korea Południowa | –                  |
| VII    | 19–21.10.2019 (szczegóły)     | Wuhan          | Chiny            | 2                  |
| VIII   | 2027 (szczegóły)              |                |                  |                    |

## Klasyfikacja medalowa
Polskę oznaczono tekstem pogrubionym.
| Miejsce            | Reprezentacja      | Złoto | Srebro | Brąz | Razem |
| ------------------ | ------------------ | ----- | ------ | ---- | ----- |
| 1                  | Brazylia           | 3     | 3      | 1    | 7     |
| 2                  | Francja            | 3     | 2      | 2    | 7     |
| 2                  | Włochy             | 3     | 2      | 2    | 7     |
| 4                  | Chile              | 2     | 4      | 2    | 8     |
| 5                  | Rosja              | 1     | 0      | 1    | 2     |
| 5                  | Węgry              | 1     | 0      | 1    | 2     |
| 7                  | Maroko             | 0     | 1      | 0    | 1     |
| 7                  | Polska             | 0     | 1      | 0    | 1     |
| 9                  | Urugwaj            | 0     | 0      | 2    | 2     |
| 10                 | Chiny              | 0     | 0      | 1    | 1     |
| 10                 | Portugalia         | 0     | 0      | 1    | 1     |
| Ogółem (11 państw) | Ogółem (11 państw) | 13    | 13     | 13   | 39    |

## Polscy medaliści w jeździectwie

### Medale zdobyte na poszczególnych igrzyskach wojskowych
| 1. | 1995 – Rzym           | 0 | 1 | 0 | 1 |
| 2. | 2011 – Rio de Janeiro | 0 | 0 | 0 | 0 |
| 3. | 2019 – Wuhan          | 0 | 0 | 0 | 0 |
|    | Ogółem                | 0 | 1 | 0 | 1 |

### Medaliści na poszczególnych igrzyskach wojskowych
| złote medale |
| ------------ |

| srebrne medale |
| -------------- |

1. 1995 – Eugeniusz Koczorski - skoki przez przeszkody, indywidualnie

| brązowe medale |
| -------------- |